# Nils Ljungzell
Nils Johan Ljungzell, född 28 juni 1885 i Stockholm, död 26 februari 1964, var en svensk skeppsbyggare och civilingenjör.
Ljungzell tog studentexamen 1903 och civilingenjörsexamen vid Kungliga tekniska högskolan (KTH) 1908. Han var 1926-1942 professor i skeppsbyggnadslära vid KTH.